# Средняя Сунь
Средняя Сунь — деревня в Мамадышском районе Татарстана. Входит в состав Суньского сельского поселения.

## География
Находится в центральной части Татарстана на расстоянии приблизительно 29 км на запад по прямой от районного центра города Мамадыш у речки Сунь.

## История
Известна с 1680 года. В начале XX здесь уже была мечеть и мектеб.
В «Списке населенных мест по сведениям 1859 года», изданном в 1866 году, населённый пункт упомянут как казённая деревня Средние Суни 2-го стана Мамадышского уезда Казанской губернии. Располагалась при речке Берсуте, на 2-м Чистопольском торговом тракте, в 33 верстах от уездного города Мамадыша и в 17 верстах от становой квартиры в казённой деревне Ахманова (Ишкеево). В деревне, в 91 дворе жили 601 человек (285 мужчин и 316 женщин), была мечеть.

## Население
Постоянных жителей было: в 1782 - 101 душа мужского пола, в 1859 - 608, в 1897 - 808, в 1908 - 928, в 1920 - 999, в 1926 - 908, в 1938 - 824, в 1949 - 690, в 1958 - 567, в 1970 - 490, в 1979 - 422, в 1989 - 301, в 2002 году 296 (татары 100%), в 2010 году 256.